# 渡辺眞伍
渡辺 眞伍（わたなべ しんご、1988年3月5日 - ）は、日本のナレーター。F-FactoryJapan所属。

## 経歴
東京都出身。成城学園初等学校、成城学園中学校高等学校卒業。祖父や父の影響を受け、東京音楽大学にて映像音楽の作曲を学ぶ。大学卒業後は、労働音楽劇の作曲やピアノ演奏を担当したり、音楽制作やピアノ演奏のサポートに携わった。
2017年9月にインターナショナル・メディア学院に入所。西村長子に師事し、改めて演技や発声などを学ぶ。
2020年に公開された連続ラジオドラマ小説『FRANKEN AI's』のプラネタリウムナレーター役を演じる。